# Павлиново (Барановицький район)
Павлиново (біл. Паўлінава) — село в Білорусі, у Барановицькому районі Берестейської області. Орган місцевого самоврядування — Ліснянська сільська рада.

## Населення
За переписом населення Білорусі 2009 року чисельність населення села становило 219 осіб.